# Dobratycze (osada)
Dobratycze – osada w Polsce położona w województwie lubelskim, w powiecie bialskim, w gminie Kodeń.
W latach 1975–1998 miejscowość administracyjnie należała do województwa bialskopodlaskiego.